# Heterusia nondescripta
Heterusia nondescripta là một loài bướm đêm trong họ Geometridae.